# Pentadekan
Pentadekan (CH3(CH2)13CH3) (sumární vzorec C15H32) je uhlovodík patřící mezi alkany, má patnáct uhlíkových atomů v molekule. Jeho teplota vzplanutí je 132 °C, takže patří mezi hořlaviny IV.třídy.
Jeho dolní mez výbušnosti je 0,45 % a horní 6,5 %.

## Reakce

### Hoření
Při dostatku kyslíku pentadekan shoří na oxid uhličitý a vodní páru:
C15H32 + 23 O2 → 15 CO2 + 16 H2O.
Při nedostatku kyslíku místo toho vznikají oxid uhelnatý a vodní pára:
2 C15H32 + 23 O2 → 30 CO + 16 H2O.
Při ještě větším nedostatku kyslíku vznikají uhlík a vodní pára:
C15H32 + 8 O2 → 15 C + 16 H2O.